# أنخليس سانتوس تورويا
أنخليس سانتوس تورويا (مواليد بورتبو، 7 نوفمبر 1911 – توفيت في مدريد، 3 أكتوبر 2013) كانت رسامة وفنانة غرافيك إسبانية تنتمي إلى جيل 1927. بدأت مسيرتها الفنية بين السريالية والتعبيرية، ثم تطورت نحو ما بعد الانطباعية مع مواضيع تركز على المناظر الطبيعية والمشاهد الداخلية. في عام 2003، نالت الميدالية الذهبية للاستحقاق في الفنون الجميلة، والتي يمنحها وزارة الثقافة الإسبانية، وفي عام 2005 حصلت على وسام الصليب من القديس جوردي من حكومة كاتالونيا.

## السيرة الذاتية
وُلدت أنخليس سانتوس في بلدة بورتبو التابعة لإقليم خيرونا، في 7 نوفمبر 1911. كانت البكر في أسرة مكوّنة من جوليان سانتوس إستيبث، وهو مفتش جمارك من مدينة شلمّقة، وأوريليا تورويا. وكان شقيقها، رافائيل سانتوس تورويا، ناقدًا فنّيًا وأستاذًا مرموقًا في مجال الفنون. كانت أسرة والدتها تعيش في بورتبو، حيث عُيِّن والدها، وكان جدّها، رافائيل تورويا إي كاردونير، يملك وكالة جمارك في هذه البلدة الحدودية الكتالونية.
تنقّل والدها في مناصب مختلفة جعله ينتقل بين مناطق كثيرة من الجغرافيا الإسبانية. فعاشت أنخليس خلال سنواتها الأولى في ريبو، ولا خونكيرا، ولو بيرتوس، وبورتبو. ثم انتقلت إلى شلمّقة وبلد الوليد.
وفي عام 1924، عُيِّن والدها مديرًا لجمارك مدينة أيامونتي، في إقليم ولبة، فالتحقت أنخليس بمدرسة داخلية تديرها راهبات "خادمات القلب الأقدس" في مدينة إشبيلية، وهناك بدأت ممارسة الرسم والتصوير الفني في سن الرابعة عشرة. وقد حصلت على جوائز في مادة الرسم، وأوصت إحدى الراهبات والديها بأن يوجّهوها إلى فن الرسم، الذي وُلدت من أجله، وأن تتخلى عن أنشطة أخرى مثل العزف على البيانو أو تعلم اللغة الفرنسية.
وبعد عامين، انتقلت مع والديها إلى مدينة بلد الوليد، حيث بدأت تتلقى دروسًا يومية قبل ذهابها إلى المدرسة على يد أستاذ إيطالي مخضرم يُدعى تشيلّينو بيروتّي
1. 1 2  مذكور في: قاموس السيرة الذاتية الإسبانية. مُعرِّف فهارس التَّراجم الإسبانية: 41132/angeles-santos-torroella. باسم: Ángeles Santos Torroella. الوصول: 9 أكتوبر 2017. الناشر: الأكاديمية الملكية للتاريخ. لغة العمل أو لغة الاسم: الإسبانية. تاريخ النشر: 2011.
2. 1 2 3 4 5  مذكور في: Maricel Museum.
3. 1 2 3  وصلة مرجع: https://xarxa.museunacional.cat/artista/angeles-santos-torroella/.
4. ↑  وصلة مرجع: http://www.gencat.cat/presidencia/creusantjordi/2005/cat/.
5. ↑  معرف الجريدة الرسمية للدولة الإسبانية: BOE-A-2003-23439.